# Ephraim Chambers

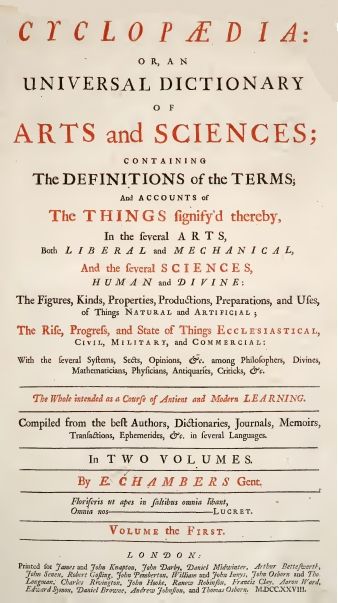
Capa da Cyclopaedia.

Ephraim Chambers (Kendal, Westmorland, 1680 - 15 de Maio de 1740), foi um escritor inglês, autor da enciclopédia Cyclopaedia, or Universal Dictionary of Arts and Sciences. Ele está enterrado na Abadia de Westminster.

## Biografia
Ephraim Chambers nasceu em Kendal, Westmorland, Inglaterra, onde estudou na escola Heversham Grammar School. Pouco se sabe da sua juventude, apenas que foi aprendiz de John Senex, um construtor de globos terrestres, em Londres, de 1714 a 1721. Terá sido aqui que Chambers projectou a Cyclopaedia, or Universal Dictionary of Arts and Sciences. Após iniciar a sua obra, Chambers deixa John Senex, para se dedicar totalmente ao seu projecto. Até ao fim da sua vida, Chambers ficaria a morar na associação Gray's Inn.
Chambers morreu em 15 de Maio de 1740, e foi enterrado nos claustros da Abadia de Westminster. Na pedra em mármore que se encontra na parede junto ao seu túmulo pode ler-se:
"Multis pervulgatus
paucis notus
Qui vitam inter lucem et umbram
Nec eruditus nec idiota
Literis deditus transegit, sed ut homo
Qui humani nihil a se alienum putat
Vita simul et laboribus functus
Hic requiescere voluit
EPHRAIM CHAMBERS.

## Trabalhos
Para além da Cyclopaedia, Chambers escreveu para a Literary Magazine (Revista Literária), entre 1735 e 1736. Traduziu obras do francês, relacionadas com perspectiva e química de 1726 a 1727, das quais se destaca Practice of Perspective from the French of Jean Dubreuil (Prática de Perspectiva do francês Jean Dubreuil). Trabalhou, igualmente, com o botânico John Martyn, na tradução de History and Memoirs of the Royal Academy of Sciences at Paris (1742).